# Etica Nicomachea
L'Etica Nicomachea (in greco antico: Ἠθικὰ Νικομάχεια?, Ēthikà Nikomácheia; in latino Ethica Nichomachea) è una raccolta basata sulle lezioni tenute da Aristotele ed è considerato il primo trattato sull'etica come argomento filosofico specifico. L'aggettivo "Nicomachea" indica probabilmente una dedica di Aristotele al figlio Nicomaco. È inoltre possibile che l'opera fosse stata dedicata al padre del filosofo, che anch'egli si chiamava «Nicomaco».

## Struttura dell'opera
L'opera era una raccolta di appunti esoterica, cioè non destinata alla pubblicazione. L'Etica così come ci è pervenuta infatti fu pubblicata dopo la morte dell'autore, e non è certo che l'ordine con cui è stata messa insieme fosse lo stesso ipotizzato da Aristotele in quella prima stesura testuale. Quest'ipotesi è rafforzata dal fatto che i libri sembrano presentare tra loro alcune incongruenze. Nel decimo libro, per esempio, il ragionamento condotto da Aristotele in apparenza contraddice quanto affermato dal filosofo nei libri precedenti; inoltre, alcuni ragionamenti sembrano ripetersi più volte nel corso dell'opera, come se si trattasse di diverse stesure di un unico argomento sperimentate come appunti personali o usate da Aristotele come base per le lezioni che teneva al Liceo.
Per quanto riguarda il metodo, Aristotele si propone di partire dalle opinioni comuni (gr.: endoxa), vale a dire quelle più diffuse e quelle più autorevoli (dei filosofi e di coloro che sono considerati sapienti), convinto che la verità si celi nel mondo concreto, in aperto contrasto col suo maestro Platone, per cui appartiene solo a un mondo ideale; di qui le accuse di giustificazionismo nei confronti della filosofia aristotelica. Comunque, i ragionamenti di Aristotele giungono spesso a conclusioni ben lontane dal senso comune, e sono anche per questo rivoluzionarie, sebbene il filosofo si sforzi di conciliarle, anche indirettamente, con la cultura tradizionale (come per esempio nel caso delle credenze sugli dei e sull'aldilà). Tale impostazione non deve però essere confusa con superficialità: per il filosofo di Stagira non si può ambire allo stesso grado di perfezione delle scienze matematiche anche nelle scienze pratiche, dal momento che le prime trattano ambiti caratterizzati da regolarità e necessità assolute, mentre le seconde di campi dominati dall'incertezza e dalla contingenza; bisogna piuttosto cercare di ottenere il massimo con gli strumenti di cui si dispone, nel caso dell'Etica il metodo utilizzato è l'induzione e il confronto dialettico.
Come spiega lo stesso Aristotele nel Libro I, capitolo 7:

## Riassunto dei contenuti

### Libro I
Il primo capitolo del primo libro introduce all'oggetto della morale, che Aristotele chiama bene supremo (o sommo bene). Posto che tutte le azioni tendono a un fine, che i fini sono molteplici e che possono essere classificati architettonicamente in gerarchia, il bene ultimo sarà quell'attività che occupa il primo posto nella gerarchia e il fine di questa attività sarà il fine ultimo cui tutto tende. Questa attività suprema per il filosofo è la politica (dal greco polis), poiché essa presiede a tutte (nella cultura greca prima di Aristotele politica ed etica erano parte dello stesso concetto).
In seguito precisa i requisiti del suo lettore, che dev'essere acculturato e deve condividere lo stesso sistema di valori della cultura tradizionale, quindi vengono esclusi i giovani perché inesperti e i barbari per ovvie ragioni. In pratica, Aristotele si sta rivolgendo ai buoni cittadini che partecipano alla vita politica.
Nel secondo capitolo inizia ad esaminare le opinioni su quale sia il bene ultimo, inizia alludendo a Platone: "Alcuni pensano che al di là di questi beni molteplici di quaggiù ne esista un altro, per se stesso, il quale anche per tutti questi è causa del loro essere beni" per poi passare nel terzo capitolo ad esaminare le opinioni più diffuse, cioè quelle sul piacere, l'onore e la ricchezza. Per Aristotele il piacere non può essere il fine ultimo in quanto esso è comune tanto alle bestie quanto agli uomini e chi sceglie una vita dedita al piacere vive come uno schiavo delle passioni. L'onore invece è troppo fragile e soggetto ai capricci della sorte, mentre per opinione comune il bene supremo deve essere qualcosa che ci appartiene ed è autosufficiente. Inoltre dimostra che chi crede di perseguire l'onore in realtà cerca la stima delle "persone dabbene", cioè i sapienti, per mostrare loro il proprio valore. Da ciò consegue che quello che realmente questi uomini ritengono superiore è la virtù. Aristotele non esclude del tutto la virtù ma chiarisce che lo "stato" non è sufficiente, è necessaria l'"attività" (potenza e atto). Per quanto riguarda la vita per la ricchezza, essa è un mezzo per giungere ad altro scopo e quindi non può essere di per sé un fine.
Il quarto capitolo è dedicato alla confutazione della teoria platonica dell'idea del bene. Aristotele contesta che l'idea del bene si possa predicare di tutto, cioè dell'essere in generale (predicata della sostanza è Dio, della qualità è virtù, della quantità è la giusta misura, del tempo è l'occasione, eccetera); pertanto non esisterebbe un solo bene in sé ma tanti beni quante sono le categorie che partecipano dell'idea. Perciò stando così le cose, come sarebbe possibile la conoscenza del bene ultimo? Per Aristotele la definizione di un bene ideale trascendente non è utile all'uomo, perché essendo inconoscibile non indica come bisogna agire.
Nel quinto capitolo Aristotele torna alle opinioni comuni e identifica il bene ultimo con la felicità. Questa è infatti la cosa più perfetta e tra tutte la preferibile in quanto si sceglie non in vista di altro ma di per se stessa ed è in sé auto-sufficiente. Essa è manifestamente il fine ultimo di ogni azione.
Dal sesto capitolo si inaugura il più grande problema dell'Etica Nicomachea, ovvero definire cosa sia la felicità e se e come si possa ottenere. Il ragionamento parte da una considerazione di carattere teleologico affermando che ogni cosa in natura avviene secondo un fine perciò anche l'uomo deve avere una funzione sua propria. La funzione definisce anche l'essenza della cosa, ad esempio per un coltello la funzione propria sarà il tagliare e per un occhio il vedere. Esercitando la sua natura l'uomo attua il bene e quello sarà per lui la felicità. Siccome per Aristotele la caratteristica dell'uomo è l'uso dell'intelletto, legato alla parte razionale dell'anima, il bene ultimo sarà per lui l'attività eccellente di queste facoltà, cioè la virtù.
Il settimo capitolo è dedicato a una riflessione sul metodo della ricerca avvertendo il lettore che la materia in questione non permette un grado di esattezza paragonabile a quello della geometria, ma essendo l'etica una scienza pratica potrà dare solo indicazioni di carattere generico.
Nei capitoli ottavo e nono Aristotele torna a confrontarsi con le opinioni comuni. E mostra quali sono i punti di convergenza della sua teoria con quanto comunemente si pensa. Infatti i filosofi condividono il fatto che il bene dev'essere qualcosa di relativo all'anima e non al corpo. Pertanto la virtù si adatta a questa descrizione. Inoltre come già constatato da Aristotele la felicità consiste in un'attività, non in uno stato, perciò il vero bene sarà l'attività secondo virtù. A questo punto fa una considerazione da non sottovalutare e cioè che la felicità ha bisogno anche di una certa quantità di beni esteriori (ricchezza, salute, buona sorte), le quali non sempre dipendono da noi ma che pure influenzano la felicità.
Dai capitoli decimo e undicesimo si apre quindi una riflessione sui punti di contrasto della sua teoria con la cultura popolare. Nella tradizione infatti c'era la credenza che la felicità non dipendesse dall'uomo ma fosse un dono degli dei. Aristotele critica questa visione e afferma che proprio perché la felicità è ritenuta cosa divina, essa deve essere ottenuta con l'esercizio della virtù. "Ma lasciare alla sorte ciò che vi è di più grande e di più bello sarebbe troppo stonato". Ammette però facendo l'esempio di Priamo che una sorte avversa può impedire la felicità anche se si è sempre esercitata la virtù.
A questo punto introduce un altro interrogativo, ovvero se come dice Solone sia necessario aspettare la fine della vita per potersi dire felici. Se fosse il destino il responsabile della felicità umana, questa sarebbe troppo fragile e volubile. La virtù per Aristotele è la cosa più stabile, perché gli uomini che sono felici la esercitano con continuità. Perciò se anche la sventura dovesse essere minima l'uomo che esercita la virtù non se preoccuperà nemmeno, se dovesse essere enorme non potrà essere del tutto beato ma non sarà neppure infelice poiché avrà l'animo nobile e grande per vedere sempre la bellezza e sopportare le calamità.
Il capitolo dodicesimo distingue tra i beni degni di lode, solo relativi, e quelli degni di onore che sono assoluti. Inserisce la felicità tra i beni degni di onore per giustificare la sua assolutezza. Questo capitolo appare superfluo nella trattazione ma bisogna ricordare che si tratta di una raccolta di appunti personali in cui il filosofo annotava i suoi pensieri.
Il tredicesimo capitolo è una trattazione intorno alla virtù e alla felicità. Dal momento che l'oggetto della politica, secondo l'opinione comune, è proprio la virtù perché si pone come obiettivo quello di trarre il meglio da tutti i cittadini è chiaro che il fine ultimo dell'attività politica è il medesimo della virtù: la felicità. Aristotele specifica che si tratta della felicità dell'anima e non quella del corpo, perché la virtù di cui stiamo parlando è un'attività propria dell'anima. L'anima a sua volta è divisa nelle tre componenti: vegetativa, desiderativa e razionale. La parte vegetativa non può essere regolata dall'uomo, poiché concerne le sue funzioni biologiche, la parte desiderativa e razionale possono essere invece regolate, ma poiché la prima è condivisa con gli animali mentre la seconda è propria dell'essere umano la virtù per eccellenza sarà quella che scaturisce dal corretto esercizio di quest'ultima attraverso la saggezza e la sapienza che Aristotele chiama virtù dianoetiche, mentre dalla regolazione della parte desiderativa dell'anima l'uomo attua le virtù etiche, che però sono secondarie alle prime.

### Libro II
Le virtù etiche non si possiedono per natura, anche se l'uomo ha dimostrato di avere la capacità di acquisirle, e vengono individuate soltanto in base ad azioni di una certa qualità, ovvero nella disposizione a scegliere "il giusto mezzo" fra i due estremi.
Poi Aristotele passa ad enumerare le singole virtù:
- Coraggio: giusto mezzo fra viltà e temerarietà;
- Temperanza: giusto mezzo tra intemperanza e insensibilità;
- Generosità: giusto mezzo fra avarizia e prodigalità;
- Magnificenza: giusto mezzo fra volgarità e grettezza d'animo;
- Magnanimità: giusto mezzo tra la vanità e l'umiltà;
- Mitezza: giusto mezzo tra l'iracondia e l'eccessiva flemma;
- Amabilità: giusto mezzo tra misantropia e compiacenza;
- Sincerità: giusto mezzo tra l'ironia e la vanità;
- Arguzia: giusto mezzo tra la buffoneria e la rusticità;
- Giustizia: la virtù principale, a cui sarà dedicato l'intero libro quinto.

### Libro III
Nel terzo libro, Aristotele espone la propria filosofia riguardo all'atto pratico, arrivando a definire la volontarietà e l'involontarietà dell'azione:
È chiaro quindi come per Aristotele virtù e malvagità dipendano soltanto dall'individuo, il quale è libero di scegliere perché egli

### Libro IV
Prende in esame le particolari virtù etiche enumerate nel secondo e terzo libro.

### Libro V
Mentre Aristotele impiega per le prime sei virtù etiche un unico libro, ne dedica uno intero alla definizione della settima e maggiore virtù dell'uomo: la giustizia.
Divide poi la giustizia in distribuiva (a cui compete di dispensare onori o altri beni agli appartenenti alla stessa comunità) e in giustizia correttiva (il cui compito è di pareggiare i vantaggi e gli svantaggi nei contratti tra gli uomini).
Dalla giustizia deriva poi il diritto, distinto in privato e pubblico, a sua volta classificato in legittimo (regolato dal diritto statale) e naturale (regolato dalle leggi intrinseche della natura) ed è "ciò che ha la stessa forza dappertutto ed è indipendente dalla diversità delle opinioni".
Sempre in questo capitolo Aristotele delinea il concetto di equità: "è la rettificazione della legge là dove si rivela insufficiente per il suo carattere universale": in quanto il giusto e l'equo sono la stessa cosa l'equo è però superiore al giusto formulato dalla legge, che nella sua universalità è soggetta ad errore.

### Libro VI
Dopo l'elencazione e la definizione delle virtù etiche, in questo libro vengono esposte e delineate le virtù dianoetiche, che sono proprie dell'anima razionale.
Esse sono:
- Scienza: "una disposizione che dirige la dimostrazione";
- Arte: "una disposizione accompagnata da ragionamento vero che dirige il produrre";
- Saggezza: "come l'abito pratico razionale che concerne ciò che è bene o ciò che è male per l'uomo";
- Intelligenza: è un abito razionale che ha la facoltà di intuire i principi primi delle scienze nonché i termini ultimi;
- Sapienza: il grado più elevato e universale del sapere in quanto è "insieme scienza e intelligenza delle cose più alte ed elevate per natura".

### Libro VII
Libro che tratta della temperanza e dell'intemperanza, e in ultimo del piacere ("L'atto di un abito che è conforme a natura") in cui viene identificato il fondamento della felicità.

### Libri VIII e IX
Nel terzultimo e penultimo libro dell'Etica Nicomachea Aristotele delinea l'amicizia considerandola
Tre sono le specie di amicizie, come tre sono le specie di qualità suscettibili d'amicizia: e a ciascuna corrisponde un ricambio di amicizia non nascosto.»
Esistono quindi tre tipi di amicizia: quella fondata sull'utile, quella fondata sul piacere e quella fondata sulle virtù. Chiaramente è da preferirsi quella fondata sulla virtù. Continua Aristotele affermando come ci siano tante specie di amicizia quante sono le comunità organizzate nella società, ed è nella comunità politica l'ambito in cui vengono individuate le condizioni più generali di amicizia.
In conclusione del libro IX, l'indagine si sposta all'interno dei rapporti fra i componenti del nucleo familiare, stabilendo dei nessi tra tali amicizie e quelle contratte nelle comunità politiche.

### Libro X
La corrispondenza tra felicità e virtù viene ulteriormente argomentata per mezzo di esempi. Nel capitolo sesto la felicità viene paragonata al gioco, poiché entrambi sono preferibili per se stessi e non in vista di altro. Ma il gioco non può essere il fine ultimo, infatti comunemente si crede che le cose serie sono più elevate di quelle divertenti perché attingono alla parte più elevata dell'anima. Sembra inoltre farsi strada l'ipotesi che all'esercizio della virtù consegua una qualche forma di piacere, ovviamente superiore a quello del corpo. Aristotele specifica in questo senso che il piacere fisico può essere provato anche dagli schiavi, "ma nessuno ammette la partecipazione di uno schiavo alla felicità".
Dal capitolo sette è introdotto il concetto di felicità perfetta. Tale perfezione viene identificata con il divino poiché concerne la parte più divina in noi, ovvero l'intelletto. Ma di conseguenza la vera felicità sarà quella che viene dall'esercizio della parte "più alta" dell'intelletto, cioè la contemplazione. Dal momento che si può contemplare con maggior costanza che compiere qualsiasi azione, e che in ogni caso per le azioni etiche sono necessari maggiori beni esterni rispetto alla virtù etica (che ne necessita in minima parte ed è autosufficiente), ne deriva che l'intelligenza teoretica è superiore a quella pratica. Quindi le virtù dianoetiche sono "più perfette" delle virtù etiche.
L'ottavo capitolo scandisce due diversi gradi di felicità. Una felicità secondaria, cioè quella derivante dall'esercizio della sapienza ovvero la massima espressione delle virtù dianoetiche e una felicità perfetta conseguibile solo mediante la contemplazione. Con una brillante irrisione della religione tradizionale Aristotele argomenta che agli Dei non è possibile attribuire virtù etiche (come voleva Omero) perché se si accetta che essi siano beati è ridicolo pensare che si occupino di questioni così umane come quelle della condotta. Pertanto l'unica azione che è possibile attribuire a Dio è la contemplazione. Per Aristotele solo gli uomini possono ambire a questa beatitudine perché solo loro partecipano dell'intelletto che è la loro componente divina (animali, bambini e piante non possono essere felici). L'uomo può pertanto, mediante la contemplazione, identificarsi con il divino.
Il capitolo nove ribadisce quasi in modo analogo quanto detto nel capitolo precedente (di qui l'ipotesi che si tratti di diverse prove di stesura dello stesso testo), dove si aggiunge solamente che per il cittadino comune è più facile esercitare la virtù etica rispetto ai potenti. Con ciò Aristotele sembra voler delineare la posizione sociale del filosofo, che è un cittadino normale e si comporta in modo tale ma che in privato esercita la contemplazione. In questo capitolo le virtù etiche sembrano assumere maggiore importanza rispetto al capitolo otto, infatti il capitolo decimo è dedicato ai modi di esercitare questa virtù nella vita politica.

## Il problema dell'interpretazione
Nell'interpretazione di quest'opera di Aristotele si contrappongono due modelli: uno dominante e uno inclusivista. L'oggetto del contendere è una apparente incongruenza tra i primi libri e gli ultimi capitoli del libro X.
L'interpretazione inclusivista sostiene che, malgrado quanto appare nell'ultima parte dell'Etica Nicomachea, Aristotele non esclude le virtù etiche ma le considera complementari per la felicità a fianco della contemplazione. In effetti in molte parti dell'opera si dice esplicitamente che il saggio applica necessariamente anche la virtù etica, oppure che in ogni caso il comportamento virtuoso è necessario per potersi dedicare alla contemplazione (ad esempio per regolare i desideri e le passioni)."Ma, in quanto è uomo e vive con la massa della gente, sceglie di compiere ciò che è conforme alla virtù: quindi avrà bisogno delle cose di cui si è detto per vivere da uomo".
Sorge però una complicazione: se la virtù etica serve per poter contemplare è evidente che non è più auto-sufficiente, si applica in vista di qualcos'altro e non di per se stessa; inoltre, visto che il comportamento retto è solo secondario alla felicità perfetta data dalla conoscenza del bene, se per esercitare la sapienza fosse necessario trasgredire alla virtù (ad esempio rubando dei soldi per poter studiare), non è esplicito a cosa si debba dare la priorità.
Secondo l'interpretazione dominante, non è possibile conciliare coerentemente la prima parte dell'opera con il libro X. Se ne conclude quindi che semplicemente alla fine Aristotele scarta la virtù etica perché raggiunta la felicità perfetta attraverso la contemplazione non è più necessaria alcuna norma regolativa. A supporto di questa ipotesi c'è il capitolo 7 del decimo libro che afferma chiaramente la superiorità della contemplazione rispetto all'etica in quanto rispetta tutti i criteri con cui si era iniziata la ricerca del primo libro.
Sembrano quindi opporsi nettamente due modelli antropologici: uno che vede l'uomo come puro intelletto e un altro che lo identifica come un complesso composto.
Una possibile soluzione per salvare Aristotele dall'accusa di contraddizione può essere quella di riconoscere che Aristotele non era interessato a conciliare le due opposte visioni, tale distinzione di matrice utilitaristica è quindi un prodotto della modernità. In ogni caso sembra impossibile poter concludere con certezza quale fosse la reale posizione dello Stagirita su questo punto, inoltre è opportuno ricordare che trattandosi di una raccolta di appunti è difficile dire quanto ci si possa attendere dalla loro precisione.

## Il rapporto con la tradizione
Nel corso dell'opera Aristotele torna più volte a confrontarsi con la cultura tradizionale. In parte perché come afferma egli stesso nel capitolo 7 del libro I si propone di iniziare la sua indagine partendo dalle endoxa, cioè le opinioni comuni, in parte perché il suo ragionamento è rivolto a persone che condividono un determinato sistema di valori: da qui l'esigenza di confrontarsi con queste tematiche, nonostante Aristotele non condividesse molte delle più comuni credenze.

### Il destino e l'Aldilà
Nel capitolo 11 del libro I Aristotele cita un racconto di Erodoto secondo il quale Solone avrebbe detto a Creso che per potersi dire veramente felici bisogna aspettare la morte, infatti ben difficilmente si potrebbe dire che Priamo pur avendo vissuto rettamente sia stato un uomo felice nonostante la disgrazia in cui cadde la sua famiglia e il suo regno. Il problema che sembra emergere è che solo con la morte l'uomo è al riparo dal destino e può dirsi davvero felice. Ma questo renderebbe la felicità troppo legata al caso, e così essa non ci apparterrebbe e ogni tentativo di fondare un'etica sarebbe del tutto privo di senso. Aristotele spiega che è credenza comune che, anche dopo la morte, se la sventura colpisse i famigliari o gli eredi ancora in vita questo sarebbe per l'anima defunta motivo di infelicità, e ciò significherebbe che l'uomo è destinato a non raggiungere mai la vera felicità; ma questo non è possibile, infatti "sarebbe [...] assurdo ritenere che sia soggetto a mutamenti anche chi è morto e che diventi ora felice, ora nuovamente infelice. Ma è assurdo anche che le vicende dei discendenti non interessino per niente, neppure in qualche momento, i genitori".
La questione della felicità dei morti è importante non tanto per capire cosa pensasse Aristotele dell'aldilà (nel quale probabilmente non credeva) ma per sottolineare il problema del rapporto tra felicità e destino. In che misura la sventura può influenzare la serenità dell'uomo?
Per Aristotele, come spiega nel capitolo 11, la risposta è questa: "il virtuoso sopporta con serenità tutte le vicissitudini e trae spunto dalle circostanze per compiere sempre le cose moralmente più belle [...]". Tuttavia ammette che in caso di sventure troppo grandi si potrà essere felici a titolo secondario, ma non beati. Tale discorso vale in conclusione anche per le anime nell'aldilà.

### Gli dei
Per quanto riguarda le divinità Aristotele è ambiguo: egli nega che esse si interessino delle vicende umane, ma talvolta contravviene a questo presupposto e utilizza gli dei per fornire spunti ed esemplificazioni. Nel capitolo 8 del libro X irride la religione tradizionale di matrice omerica che vorrebbe gli dei con gli stessi vizi e virtù dell'uomo. "Ma quali azioni bisogna attribuir loro? Forse le azioni giuste? Ma, non apparirebbero ridicoli se stipulassero contratti e restituissero depositi e compissero tutti gli atti di questo genere?".
Dal momento che gli dei devono essere beati, essi eserciteranno unicamente l'azione più alta, l'attività contemplativa. Poiché solo gli dei sono perfetti e felici, essi non potranno contemplare altro che loro stessi. Questa tesi aristotelica sul divino come puro pensiero che pensa a se stesso e quindi "pensiero di pensiero" è maggiormente importante per le interpretazioni che ne diede la filosofia medievale e in particolare la Scolastica.
Nel capitolo 9 c'è però un'affermazione che contraddice questa visione del divino, infatti spiega che colui il quale esercita l'intelletto, oltre ad essere il più felice è anche il più gradito agli dei. Ma questa sottolineatura non deve sorprendere: Aristotele, come fa più volte nel corso delle sue opere, cerca di conciliare le sue opinioni con le opinioni comuni, talvolta anche surrettiziamente. È nelle opinioni comuni che spesso, per il filosofo di Stagira, si nasconde la verità.

## Traduzioni italiane
- Aristotele, Etica Nicomachea, in: Opere, volume 7, a cura di G. Giannantoni; traduzioni di Marcello Gigante, Giorgio Colli, M. Valgimigli, Armando Plebe, Mario Vegetti et al., Bari, Laterza, Iª edizione 1983.
- Etica Nicomachea, collana Classici della Filosofia, traduzione di Lucia Caiani, Torino, UTET, 1996, ISBN 88-02-04942-4.
- Aristotele, Etica Nicomachea, traduzione ed introduzione a cura di Carlo Natali, Bari, Laterza, 1999.
- Aristotele, Le tre etiche, a cura di Arianna Fermani, testo greco a fronte, Milano, Bompiani, 2008.